# Williams Barlasina
Williams Barlasina Alsina (Providencia, 29 giugno 1998) è un calciatore argentino, portiere del Newell's Old Boys.

## Carriera
Cresciuto nel settore giovanile del Newell's Old Boys, nel 2022 è stato ceduto in prestito all'Agropecuario dove ha disputato una stagione da titolare in Primera B Nacional; rientrato al club rossonero l'anno successivo, ha debuttato in prima squadra il 22 febbraio nell'incontro di Copa Argentina perso 1-0 contro il Claypole.
Nel gennaio del 2024 è passato in prestito all'Estudiantes (RC) ed un anno più tardi è andato con la stessa formula all'Aldosivi, nella prima divisione argentina, categoria nella quale ha esordito il 15 febbraio 2025 nella partita pareggiata 2-2 contro l'Estudiantes (LP).
Nel giugno del 2025 è rientrato al Newell's.

## Statistiche

### Presenze e reti nei club
Statistiche aggiornate al 14 luglio 2025.
| Stagione        | Squadra           | Campionato      | Campionato | Campionato | Coppe nazionali | Coppe nazionali | Coppe nazionali | Coppe continentali | Coppe continentali | Coppe continentali | Altre coppe | Altre coppe | Altre coppe | Totale | Totale | Totale |
| Stagione        | Squadra           | Comp            | Pres       | Reti       | Comp            | Pres            | Reti            | Comp               | Pres               | Reti               | Comp        | Pres        | Reti        | Pres   | Reti   |        |
| --------------- | ----------------- | --------------- | ---------- | ---------- | --------------- | --------------- | --------------- | ------------------ | ------------------ | ------------------ | ----------- | ----------- | ----------- | ------ | ------ | ------ |
| 2022            | Agropecuario      | PBN             | 33         | -24        | CA              | 3               | -2              | -                  | -                  | -                  | -           | -           | -           | 36     | -26    |        |
| 2023            | Newell's Old Boys | PD              | 0          | 0          | CA+CdL          | 1+0             | -1, 0           | CS                 | 1                  | -1                 | -           | -           | -           | 2      | -2     |        |
| 2024            | Estudiantes (RC)  | PBN             | 24         | -21        | CA              | 0               | 0               | -                  | -                  | -                  | -           | -           | -           | 24     | -21    |        |
| 2025            | Aldosivi          | PD              | 4          | -8         | CA              | 0               | 0               | -                  | -                  | -                  | -           | -           | -           | 4      | -8     |        |
| 2025            | Newell's Old Boys | PD              | 1          | -1         | CA              | 0               | 0               | -                  | -                  | -                  | -           | -           | -           | 1      | -1     |        |
| Totale carriera | Totale carriera   | Totale carriera | 62         | -54        |                 | 4               | -3              |                    | 1                  | -1                 |             | -           | -           | 67     | -58    |        |